# Pałacyk w Biernacicach
Pałacyk w Biernacicach – zabytkowy pałacyk, obecnie budynek mieszkalny położony w Biernacicach, w województwie dolnośląskim, w powiecie ząbkowickim, w gminie Ziębice, wybudowany w 1890 r.

## Opis obiektu
W rejestrze zabytków sztuki jako datę budowy pałacyku w Biernacicach podano 1890 r. W tym czasie majątek w miejscowości należał do rodziny książąt Sachsen-Weimar-Eisenach. Wobec braku materiałów źródłowych trudno stwierdzić, jakie funkcje pełnił ówcześnie budynek w Biernacicach. Być może mieszkał w nim zarządca majątku lub była to rezydencja jednego z członków rodziny książęcej. Budynek powstał w stylu neorenesansowym. Jest murowany z cegły, tynkowany, wzniesiony na planie nieregularnego czworoboku, dwukondygnacyjny, z trzykondygnacyjnym ryzalitem zwieńczonym szczytem schodkowym i kwadratową wieżą, nakryty dachami dwuspadowymi. Elewacje zdobią boniowany parter, od zachodu schodkowy szczyt, nad oknami pierwszego piętra trójkątne nadproża. Do pałacyku przylega park z II połowy XIX w. Po II wojnie światowej pałacyk był obiektem mieszkalnym.
Obecnie pałacyk można zobaczyć jedynie z zewnątrz. Budynek jest zabezpieczony przed wejściem do środka, stanowi własność prywatną.